# Aleksandras Stulginskis
Aleksandras Stulginskis (Šilalė, 26 febbraio 1885 – Kaunas, 22 settembre 1969) è stato un politico lituano.
È stato il secondo Presidente della Lituania, in carica dal giugno 1920 al giugno 1926.
Il 19 dicembre 1926 è stato nuovamente Presidente facente funzione per poche ore: nello stesso giorno in cui fu nominato vi fu un colpo di Stato militare il cui beneficiario fu Antanas Smetona, che ritornò al potere dopo essere stato Presidente nel periodo 1919-1920.
Tra i fondatori del Partito dei Democratici Cristiani di Lituania, fu Presidente dell'Assemblea costituente lituana del 1920. Precedentemente fu tra i firmatari dell'Atto d'indipendenza della Lituania.
Ritiratosi dalla scena politica nel 1927, anni dopo, nel 1941 fu arrestato con la moglie dalla NKVD Sovietica e deportato in un gulag nel Krasnojarsk, mentre la moglie fu internata nella zona del Komi. Dopo la seconda guerra mondiale fu condannato ufficialmente dalle autorità sovietiche a 25 anni di carcere per le sue politiche anti-socialiste e clericali svolte prima della guerra di Lituania.
Fu rilasciato dopo la morte di Joseph Stalin nel 1956 e gli fu permesso di emigrare, ma egli fece ritorno nell'allora Repubblica Socialista Sovietica Lituana.